# Faktoranalyse
Faktoranalysen er en empirisk statistikmodel, der indtager en særskilt plads blandt en række avancerede multivariate matematisk-statistiske analysemetoder, og som navnlig bruges til at forenkle fortolkningen af et datamateriale, der indeholder en stor mængde observationer/variable. – Faktoranalysen, hvis matematiske grundlag i sin tid blev skabt og formuleret af hhv. den engelske psykolog Charles Spearman (1863-1945) og amerikaneren Louis Leon Thurstone (1887-1955) til brug for måling af visse særlige mentale egenskaber (psykometri), er specielt bemærkelsesværdig derved, at den bygger på et abnormt stort antal udregninger med udgangspunkt i korrelationskoefficienter - og med tilsyneladende uendelige skiftende rækker af gentagne multiplikationer mellem lutter mangecifrede decimaltal (via matrix algebra) og er derfor i praksis nærmest umulig at gennemføre uden brug af moderne computer-assistance. Før computerens opfindelse kunne en moderne multi-faktoriel faktoranalyse af fx testresultaterne fra en psykologisk undersøgelse over menneskets forskellige intellektuelle evner nemt lægge beslag på en halv snes beregnere på fuld tid igennem mere end 3-4 måneder, før det færdige udregningsresultat omsider kunne foreligge i form af identificeringen af de måske blot 7-8 faktorer, der fandtes skjult i det store datamateriale.
Baggrunden for Charles Spearman’s oprindelige to-faktorteori skyldtes iagttagelser af børns skolepræstationer, hvor det dengang som nu var en forholdsvis kendt sag, at præstationerne på en lang række tilsyneladende meget forskellige områder ofte forekom indbyrdes tæt forbundne og dermed muligvis kunne afsløre en relativt høj korrelation. Det gjaldt fx mentale evner som indlæringshastighed, problemløsning, hukommelsesspændvidde, opfattelsesevne, læsefærdighed, skriftlighed, talbehandling, abstraktionsevne, etc., og hvor det hyppigt viste sig, at hvis skolebarnet fx var rigtig god til at huske en lang række forskellige ting ad gangen (hukommelsesspændvidden), klarede det sig gennemgående også godt i de andre mentale færdigheder – og vice versa. Dette forhold mente Spearman, at der givetvis måtte være en grund/årsag til. Og til brug for en mulig verificering af sin hypotese om eksistensen af en generel, central faktor (den såkaldte "g-faktor") bag disse tilsyneladende forskellige intellektuelle evner, udviklede Spearman i 1904 derpå den faktoranalytiske metodologi med udgangspunkt i krydstabulerede korrelationsberegninger. Det skete som nævnt i form af den særlige to-faktor teori  på baggrund af hvilken, han efterfølgende erhvervede sig doktorgraden i 1906 ved universitetet i Leipzig, hvortil han en overgang havde henlagt en del af sin studietid inden for det psykologiske fagområde.
To-faktor teorien er siden afløst af både gruppefaktor teorien og multifaktor teorien. Men gøres eksempelvis korrelerede faktorer på området til genstand for yderligere faktoranalyse til opnåelse af 2. eller 3. ordens faktorer, fås i reglen en enkelt tilbageværende generel intelligensfaktor, der (som påvist af H.J. Eysenck) ret nøje viser sig at svare til Spearman’s centrale g-faktor.  Spearman hævdede, at denne generelle del af alle intelligensmålinger, selve g-faktoren, var neurofysiologisk funderet og skulle rettelig forstås som en målelig fysisk kraft, der var til stede i mere eller mindre omfang hos de forskellige individer, snarere end som et særligt fænomen af mental eller sjælelig beskaffenhed - ikke ulig begreber som fx hestekraft o.lign.
Selvom faktoranalysen således oprindelig blev udviklet som stringent empirisk forskningsmetode inden for differentialpsykologien (især testpsykologien), har faktoranalysen som matematisk/statistisk metodologi efterfølgende vundet indpas i mange andre helt forskellige fagvidenskaber. Det gælder både inden for kulturvidenskab, samfundsvidenskab og naturvidenskab. Således bl.a. i 2003 inden for astrofysikkens nylige klarlæggelse af Big-Bang teoriens følgevirkninger for spredningsmønstret af både galaxerne og varmefordelingen i universet. Ligesom det i 2018 blev afsløret, at det verdensomspændende sociale medie, Facebook, benyttede sig af faktoranalyse til at beregne brugernes personlighedsprofiler til brug for ikke alene udformningen af reklamebureauernes påvirkningsstrategier over for udvalgte potentielle kundegrupper, som intetanende færdedes på Facebook, men også til brug for storpolitiske manipulationer af visse vælgergrupper i de vestlige demokratier. Faktoranalysen indgår her som en væsentlig og integreret del af de algoritmer, som Facebook har lagt til grund for udviklingen af deres overordentlig profitable forretningsmodel.[kilde mangler]

## Objektivitet vs. subjektivitet i faktoranalysen
En faktoranalyse består af to adskilte matematiske procedurer, en faktorudtrækning og en faktorrotation i nævnte rækkefølge. Den foretages på baggrund af en korrelationsmatrice, dvs. en tabelfortegnelse over alle korrelationskoefficienter, der fremkommer ved at korrelere samtlige variable, som indgår i datamaterialet, med hinanden.
Faktorrotationen kan principielt styres manuelt (dvs. grafisk) af forskeren til opnåelse af mest mulig meningsgivende udslag, hvilket kan indebære et væsentligt subjektivt element i fortolkningen af faktorerne. Men den kan også foregå efter rent matematiske principper, som fx rotation til simplest mulig faktorstruktur (jfr. det universelle ontologiske forklaringsprincip, parsimoni-princippet, også kendt som "Ockhams Ragekniv").
Faktorudtrækningen udgør et andet, dog mindre subjektivt element, når forskeren indledningsvis skal afgøre, hvor mange faktorer, der med rimelighed kan udtrækkes af datamaterialet. Også her kan der imidlertid gives objektive tommelfingerregler i form af fx antallet af egenværdier større end én (λi > 1) eller Cattell's såkaldte "scree plot".
Man kan således godt have samme korrelationsmatrice til mere end én faktorstruktur. En funden faktorstruktur inden for især grundforskningen bør derfor, i lighed med alle andre videnskabelige opdagelser, afvente bekræftelse fra andre forskere, før den med føje kan gøres objektivt gældende som et retvisende billede af virkeligheden.

## Ortogonale vs. oblique faktorer
Til gennemførelse af begge matematiske procedurer inden for samme computerberegningskørsel findes i dag mange gode statistikprogrammer at vælge imellem. Langt de fleste af disse giver dog kun mulighed for en automatisk/objektiv beregning af resultaterne ud fra en forhåndsantagelse om ortogonalitet i datamaterialet, dvs. med forekomst af alene unikke, ukorrelerede faktorer (gælder bl.a. den meget benyttede Varimax rotation). I virkelighedens verden er der imidlertid sjældent tale om en så perfekt overensstemmelse imellem realiteterne og en given ideel matematisk-statistisk model, der på den måde ganske arbitrært og ofte uden nærmere begrundelse ses presset ned over et datamateriale med deraf følgende mulighed for skævvridninger af beregningsresultatet.
Såfremt faktorerne ikke med rimelig sikkerhed kan hævdes at være ortogonale (dvs. uafhængige, "retvinklede"), vil der anderledes være tale om oblique (dvs. afhængige, "skævvinklede", korrelerede) faktorer. Oblique faktorer kan i modsætning til ortogonale faktorer selv gøres til genstand for yderligere faktoranalyse, hvorved faktorer af højere orden – således af 2. orden eller endog af 3. orden – på endnu mere abstrakt (eller grundlæggende) niveau evt. kan identificeres. Der findes i handelen også statistikprogrammer, der kan klare beregningen af oblique faktorer, fx via Oblimin rotation el.lign. Grundet den noget mere komplicerede beregningsteknik, der ligger bag den analytiske rotation af oblique faktorer, drejer det sig dog ofte om noget mere kostbare programmer.

## Faktor-rotationsmetoder
Forskellen imellem ortogonale faktorer (Fig. A og B) og oblique faktorer (Fig. C) kan vises med 3 enkle til lejligheden frit konstruerede illustrative eksempler ved hjælp af blot tre variable og to faktorer (F1 og F2).
Forud for rotationsproceduren kan faktorudtrækningen i sit udgangspunkt fremtræde som vist i Fig. A med hele to af de tre variable liggende noget spredt og ganske udefinerede i forhold til de to faktordimensioner. Kun variabel 3 ligger endog særdeles veldefineret med en høj faktorladning på F1 (-.86) og med en meget lav faktorladning på F2 (-.12). Det samme gælder således ikke for hverken variabel 1 eller 2, hvor det trods deres relativt høje faktorladningspotentiale er nærmest umuligt at bedømme, om de knytter sig til F1 eller F2.
Ved i Varimax at rotere faktordimensionerne 25o i Fig. B fås et noget mere klart billede af variablernes betydning, idet både variabel 1 og 2 nu helt klart knytter sig til hhv. F2 og F1 (+.95 og +.46). Til gengæld står variabel 3 ved brugen af Varimax nu ganske isoleret og udefineret tilbage med omtrent samme faktorladning på begge faktorer.
Som det fremgår af Fig. A og Fig. B vil der her altid være tale om ukorrelerede faktorer, hvorfor de to faktordimensioner står 90o vinkelret (ortogonalt) på hinanden som i et almindeligt koordinatsystem. (θ = 90o, r = cos θ = .00).
I Fig. C hhv. minimeres og maksimeres variablernes faktorladninger i Oblimin yderligere ved at gå over til anvendelsen af oblique (korrelerede) faktorer. Det bedste resultat opnås her ved at rotere faktordimensionerne hver for sig, så de til sidst ses at stå i en vinkel på 64o i forhold til hinanden, hvilket giver en korrelation på .43 mellem faktorerne under brug af cosinus-funktionen: (θ = 64o, r = cos θ = .43). Det bemærkes, at alle tre variable hermed samlet set findes relativt veldefinerede med hhv. høje og lave faktorladninger på de to faktorer, idet også variabel 3 nu atter kan forklares mere entydigt med såvel lav tilknytning til F2 (-.27) som med høj tilknytning til F1 (-.87).
Alt i alt forbedres og præciseres fortolkningen af faktorstrukturen ved brug af faktorrotation. Og i dette illustrerende eksempel er det med Oblimin som værende et klart bedre valg end Varimax, der igen ses at være et betydeligt bedre valg end ingen rotation – vel at mærke alt sammen i medfør af parsimoni-kriteriets krav om simplest mulig faktorstruktur.
Normalt vil man i praksis dog som oftest starte med Varimax. Men såfremt den roterede faktorstruktur her ikke resulterer i et tilstrækkeligt klart billede, der umiddelbart er tilgængelig for meningsfuld fortolkning, er det i reglen en god ide alternativt at forsøge sig med Oblimin. Det kan imidlertid ikke anbefales at tillade alt for store korrelationer imellem faktorerne, da dette i så fald gerne er udtryk for en for vidtgående og dermed for ustabil faktorudtrækning fra datamaterialet (korrelationsmatricen), og hvor faktorstrukturen derfor hyppigt ville være bedre tjent med en reduktion i antallet af udtrukne faktorer.

## Faktorernes status og fortolkning
Inden for videnskabsfilosofien har det i perioder været stærkt omdiskuteret, hvorledes man begrebsmæssigt nøjere skulle forstå forholdet imellem faktorer og variable og hvilken ontologisk status (eksistensform), man i givet fald skulle tillægge henholdsvis en faktor og en variabel.
At variablernes måleresultater generelt må anses som fysisk forekommende fænomener, er der bred enighed om fra alle sider (bortset fra nogle ganske få radikale konstruktivisters tilgang til problemstillingen). Hovedspørgsmålet bliver derfor, hvilken ontologisk status man skal tillægge faktorerne?
Er faktorerne fx også af fysisk beskaffenhed, og eksisterer disse i så fald forud for deres tilsynekomst via et faktoranalytisk udregningsresultat – blot afventende deres opdagelse? Eller er faktorerne alene rene mentale konstruktioner med baggrund i den menneskelige hjernes virkemåde, der først efter en faktoranalytisk udregning bliver skabt og formuleret til brug for opnåelsen af en mere overskuelig og meningsfuld indordning af virkelighedens mangfoldighed – lidt på samme måde som med brugen af længdegrader og breddegrader på et landkort?
Én ting er de fremkomne faktorer, hvis matematiske kendsgerning vanskeligt kan betvivles. En anden ting er faktorernes fortolkning, hvorigennem disse i reglen bliver tillagt en fysisk identitet. Det er især fortolkningsprocessen, der her har givet anledning til divergerende synspunkter.

### Filosofi-historisk baggrund
Problemet er langt fra af nyere dato. Helt tilbage i middelalderen diskuterede filosofferne forholdet imellem "universalierne" (de abstrakte begreber) og de umiddelbart direkte sansede fænomener, som de kaldte "partikularierne" (de konkrete begreber). Og problemet diskuteres fortsat inden for moderne filosofi, bl.a. hos Bertrand Russell (1912)  og hos Ludwig Wittgenstein (1953). Eksempelvis vil det vanskeligt kunne betvivles, at et konkret menneske har en reel eksistens, der bl.a. vil kunne defineres ud fra målinger på bestemte variable som højde, vægt, øjenfarve, præferencer, temperament, osv. Anderledes er det mere til diskussion, om fx udtrykket "menneskeheden som mellemstor pattedyreart" kan siges at eksistere i samme fysiske forstand, eller om "menneskeheden" evt. blot er en abstrakt tankemæssig konstruktion, der skyldes den menneskelige hjernes kognitive måde at erkende verden på, og som blot tjener til at gøre det nemmere at skelne, inddele, klassificere og overskue samt håndtere virkeligheden.
På samme måde ses problemet jævnligt at dukke op for så vidt angår den rette forståelse af det til tider meget omstridte intelligensbegreb. Er intelligensen som en påvist veldefineret faktor – bl.a. som Charles Spearman's såkaldte "g-faktor" (en international anerkendt forkortelse for "general intelligence") – en selvstændig egenskab ved den menneskelige hjerne, der fx styrer niveauet for bl.a. nogle målbare variable som indlæringshastighed og hukommelsesspændvidde, o.lign.? Eller er intelligensbegrebet blot en samlebetegnelse for en række konkrete kognitive evner af denne og lignende art? I sidstnævnte tilfælde føler mange sig ofte foranlediget til at ville benægte eksistensen af intelligens som en selvstændig reelt forekommende fysisk/psykologisk realitet, hvorefter man bestyrket i sin skepsis vender tilbage til udgangspunktet for atter at kunne få lejlighed til at gentage det retoriske spørgsmål: "Hvad er intelligens"? (I grunden kunne man om en anden lige så berømt "g-faktor" på samme inkvisitoriske måde stille spørgsmålet: "Hvad er tyngdekraft"? – Men det spørgsmål høres overraskende nok sjældent stillet).
Ud fra både en filosofihistorisk og videnskabsfilosofisk betragtning kan der imidlertid gives mindst tre måder at forholde sig til problemet på:
1. Faktorerne eksisterer forud for variablerne (latin: ante res). Det betyder, at variablerne i reglen kan opfattes som tingsliggørelser af faktorerne og under visse omstændigheder også vil kunne stå i et indbyrdes funktionelt forhold til hinanden. Denne filosofiske position kaldes for kausalistisk essentialisme.
2. Faktorerne eksisterer som delmængder i variablerne (latin: in rebus). Ifølge denne forståelse eksisterer faktorerne ikke uden variablerne. Og i og med at variablernes fællestræk (især deres egenskaber) objektivt kan erkendes, eksisterer faktorerne dermed reelt også – men som abstraktioner af det generelle. Dvs. i form af et lighedsbaseret ekstrakt ud af den underliggende individuelle variation, og hvor der således ses bort fra de konkrete egenskaber, hvori variationen måtte adskille sig fra hinanden. Den her beskrevne filosofiske position kaldes abstraktionistisk realisme. [9]
3. Faktorerne eksisterer først efter, at variablerne via faktoranalysen har givet anledning til en hensigtsmæssig og hukommelsesvenlig betegnelse (latin: post res). Det er kun variablerne, der kan anses for at besidde virkelig eksistens. Faktorernes beskaffenhed vil udelukkende være tankekonstruktioner og dermed principielt vilkårlige og subjektive – ikke reelle og objektive. Denne filosofiske position kaldes nominalisme.

### Nutidig praksis
I praksis identificeres (fortolkes, navngives) faktorerne dog som udgangspunkt efter den variabel, der korrelerer højest med en faktor – alternativt efter de 2-4 variable, der samlet set korrelerer højest med en faktor (dvs. med faktorladninger på mere end 0,70), og som deler et tværgående fælles betydningsindhold. Denne fremgangsmåde har gennemgående vist sig tilstrækkelig hensigtsmæssig og frugtbar samtidig med, at man på et filosofisk plan derved undgår at skulle risikere at fortabe sig i alt for mange spidsfindige ontologiske og epistemologiske spørgsmål – samt ikke mindst i axiologiske problemstillinger (den jævnligt tilbagevendende og hver gang emotionelt temmelig ophedede intelligensdebat taget i betragtning).
Mest udbredt angående opfattelsen af faktorernes status er derfor især følgende to hovedlinjer inden for faktorteorien, der med visse modifikationer i alt væsentligt grunder sig på de to første synspunkter (dvs. ante res og in rebus):
a) Faktorerne forholder sig determinerende og dermed årsagsforklarende til de variable, der korrelerer højt med de pågældende faktorer (kausalistisk opfattelse).
b) Faktoranalysen reducerer en stor mængde variable og placerer de empirisk set mest betydende variable med samme fællestræk i en række grupperinger, kaldet faktorer (abstraktionistisk opfattelse).
I begge tilfælde er der grundlæggende tale om samme hierarkiske model – dog med en enkelt væsentlig forskel.
I en kausalistisk opfattelse ses faktorerne, som vist i Fig. 1, gerne grafisk afbildet øverst, pegende nedad med pile mod de underliggende variable (eller mod primærfaktorer af lavere orden i tilfælde af oblique faktorer) og vedhæftet disses respektive faktorladninger, idet man her som oftest går ud fra, at alle overliggende lag (strata) står i et determinerende forhold til de underliggende lag.
I en abstraktionistisk opfattelse tillægges faktorerne, som vist i Fig. 2, primært en semantisk betydning som værende alene overbegreber (conceptus abstracti), der hidrører fra en beskrivelse af et eller flere fælles gennemgående træk eller egenskaber ved de underliggende variable/faktorer. I en sådan hierarkisk model peger pilene af heuristiske grunde gerne opad fra de underliggende lag (strata) til de overliggende lag, vedhæftet deres respektive faktorladninger.
Pilene i de hierarkiske faktormodeller illustrerer således tillige de postulerede funktionelle relationer imellem faktorer og variable. 
Det fremgår af denne illustration, at variabel 4 (V4) lader på begge primærfaktorer med hhv. +0,82 og -0,14 dvs. med forskellig styrke. Den negative faktorladning fra V4 (-0,14) i Fig. 2 betyder, at variablen definerer Faktor 2 ved sin modsætning (der i dette tilfælde dog er ganske svag).
Hos begge faktor-hierarkier optræder faktorerne endvidere som dimensioner, hvilket skal forstås i modsætning til kategorier (en temmelig udbredt fejlopfattelse). De faktorielle dimensioner skaleres og gradueres ved hjælp af talværdier på samme måde som fx dimensionerne højde, længde og bredde i henhold til metersystemet – alt afhængig af, om det er de enkelte variable (via faktorladninger), eller det er de enkelte respondenter (via faktor-scores), der skal måles på faktorerne. Skalaen for faktorladninger går fra -1,00 til +1,00,  mens skalaen for de normalfordelte faktor-scores i praksis går fra -3,00 til +3,00.  Kategorier kan derimod af gode grunde ikke gradueres, da kategorier væsensforskelligt er at betragte som klassificeringer, der blot afgrænser hhv. udgrænser et bestemt antal udvalgte variable ud fra en ren enten-eller konstatering. Den påviste centrale g-faktor  i intelligensbegrebet kan eksempelvis altid gradueres med tal, alt efter dimensionen: mere el. mindre intelligens. Medicinske diagnoser er til sammenligning derimod (næsten) altid at opfatte som kategorier, der uden nogen skalering blot defineres ved tilstedeværelsen eller fraværet af visse symptomer hhv. variable (ud fra devisen: enten er man syg eller ikke-syg!).

## Kritik af faktoranalysen
Der er fra visse videnskabsfilosoffers side gjort indvendinger over, at faktoranalysen i de tilfælde, hvor den bruges i kausalistisk øjemed, lægger op til cirkelslutninger, når det drejer sig om en bestemmelse af forholdet imellem faktorer og variable. Der peges navnlig på den omstændighed, at faktorerne ses udvundet af de selvsamme variable, som faktorerne bag efter sættes til at forklare. Teoretisk set kan indvendingen ud fra en logisk betragtning ikke umiddelbart afvises helt. Men når de fundne faktorer efterfølgende klarer at blive udsat for eksperimentel verifikation ad anden vej, må logikken her nødvendigvis vige pladsen for erfaringen.
På især videnskabsteoretisk grund har der endvidere i perioder været rejst tvivl om faktoranalysens relevans som gyldig erkendelsesmetode inden for navnlig visse hermeneutiske (ikke-empiriske) fagvidenskaber, hvor der hersker stærke traditioner for en mere holdningspræget ideologisk forståelse af fagvidenskabens egenart (gælder specielt inden for humaniora samt dele af samfundsvidenskaben). Faktoranalysens særlige induktive metode har her endog været anset for en "farlig" konkurrent til videnskabsmandens/forskerens egen unikke, kreative produktion af teoriskabende ideer og er herunder blevet beskyldt for at være udtryk for en "dehumaniserende" eller "skadelig reduktionistisk" tilgang til de pågældende fagvidenskaber – en fremgangsmåde, der i bedste fald kun kunne give et fortegnet, overfladisk eller endog ligefrem afstumpet billede af virkeligheden.
Men i de tilfælde, hvor resultatet af en udført faktoranalyse ikke synes at give nogen mening, har det dog næppe været faktoranalysen som led i en matematisk-statistisk forskningsmetodologi, der kan have været det egentlige problem. I stedet har der gerne været tale om, at det har været de indsamlede data/variable, der gennemgående har vist sig alt for upålideligt udmålt og som sådan er indgået i grundlaget for faktoranalysens korrelationsmatrice med nogle alt for misvisende korrelationsberegninger. Ikke sjældent har der i disse tilfælde været indlemmet et sæt af variable, hvor der har været benyttet en forstyrrende sammenblanding af vidt forskellige måleskalaer at måle variablerne på (ratioskalaer, intervalskalaer, ordinalskalaer, nominalskalaer, m.v.) – eller også har det været særlige kvalitative variable, som har været forsøgt udmålt via brugen af uegnede måleskalaer. Og når selve grundlaget vil kunne vise sig fejlbehæftet, vil resultatet selvsagt også blive derefter!
Især i samfundsvidenskaberne ses såvel faktoranalysen som alle andre statistikbaserede undersøgelsesmetoder at indtage en mellemposition imellem to diametralt modsatte grundholdninger i form af en ren fortolkende (hermeneutisk) og en ren årsagsforklarende (kausalistisk) tilgang til fagvidenskaben.
Ud fra det hermeneutiske synspunkt rettes kritikken mod brugen af faktoranalytiske resultater, specielt hvor disse anvendes på enkeltindivider og ikke på grupper. Faktorerne vil principielt altid være tilvejebragt på baggrund af ofte meget store kontrolgruppers gennemsnitstal og spredningstal. Når grupperesultater via standardiserede tests anvendes på enkeltindivider, vil pålideligheden (reliabiliteten) uvægerlig blive svækket herved i en eller anden udstrækning. En personlighedsfaktor, som fx den velkendte "introversion/extroversion-faktor", der ofte tjekkes i klinisk psykologiske sammenhænge, og som hos en person fx bliver scoret til værdien T=50, vil således skulle opfattes som det mest sandsynlige testresultat inden for et interval på 40–60 (dvs. med én standardafvigelse til hver side på i dette tilfælde hele ti point ved brug af T-skalaen). Men dertil kommer, at sandsynligheden for, om det reelle scoringsresultat nu også ligger inden for dette interval, kun kan anses for helt sikkert i 68 ud af 100 tilfælde. Man kan, hævdes det, derfor lige så godt lægge alle sådanne usikkerhedsbehæftede testresultater helt bort og i stedet forlade sig på ens egen professionelle intuition og logiske sans, når man ønsker at fortolke og forstå enkeltindividers mere eller mindre sammensatte personlighed el.lign. Denne grundholdning ses især udbredt blandt psykologer med en overvejende humanistisk fagforståelse. (Adskillige undersøgelser har dog samstemmende vist, at selv erfarne psykologers intuition til bedømmelse af deres klienters personlighed viser signifikant større spredning – dvs. kommer mere til kort – i forhold til testpsykologers tilsvarende boglærde bedømmelse).
Ud fra det kausalistiske synspunkt rettes ligeledes en tilsvarende kritik mod brugen af statistikbaserede undersøgelser, herunder faktoranalyse; men hvor disse i dette tilfælde i stedet foretrækkes erstattet af en mere årsagsforklarende metodologi (fx sekvensanalyse, o.lign.) med henblik på tilvejebringelsen af mere præcise forudsigelser (prædiktion). Denne grundholdning ses især udbredt blandt psykologer med en mere stringent naturalistisk fagforståelse. – I stedet for at teste sig frem til, i hvilken grad fx en person er præget af angst via anvendelsen af faktoranalytiske tests (oftest på basis af spørgeskemaer), foretager man indledningsvis ud fra enten undersøgerens direkte konkrete observationer eller ud fra personens egne systematiske selviagttagelser en hyppigheds-optælling af, hvor mange gange om ugen/måneden, at vedkommende døjer med angstanfald. Og når det fx gælder vurderingen af graden af en plagsom depression: da i stedet hvor mange nedture pr. uge/måned, der i den forbindelse konkret er tale om. Mens i tilfælde af vold og anden aggressivitet: da hvor mange gange pr. uge/måned vedkommende reelt indlader sig i fysiske eller verbale konflikter, osv. Drejer det sig udelukkende om indre belastende symptomer: da hvor mange gange pr. uge/måned, at personen fx føler sig generet af pinagtige hallucinationer, jalousiforestillinger, selvmordstanker, o.lign.
Begge kritikpunkter ses dog ofte imødegået af testpsykologien med henvisning til, at for at øge sikkerheden ved netop brugen af de faktoranalytiske resultater skal de som hovedregel helst også kunne understøttes af andre uafhængige fund (iagttagelser, observationer, andre tests, o.lign.). Dette gælder ikke mindst under udfærdigelsen af de til tider ret omstridte retspsykiatriske mentalerklæringer, hvor udfaldet selvsagt i særlig grad er behæftet med temmelig vidtgående konsekvenser.

## Eksempler på anvendt faktoranalyse
Det forholder sig imidlertid sådan, at faktoranalysen – vel at mærke når den bruges rigtigt – i virkeligheden finder ganske stor og særdeles frugtbar anvendelse inden for især grundforskningen på en række vidt forskellige forskningsområder. Det gælder således ikke alene inden for intelligens- og personlighedspsykologien, hvor metodologien har sit udspring (jfr. fx "g-faktoren" og "The Big Five"), men også inden for fagområder som sociologi  og lægevidenskab . Endvidere ses den naturvidenskabeligt anvendt i fysik  og astronomi  samt til afklaring af komplicerede arkæologiske  eller geologiske  fund til bestemmelse af forskellige tidsepoker eller af særlige kultur- el. naturgivne påvirkningskræfter. Desuden finder faktoranalysen anvendelse til at give et strukturelt overblik over indvirkningen af fx meteorologiske observationer o.lign. på visse former for sygelighed.  Ses også brugt til generering af hypotesedannelser, bl.a. inden for en række samfundsvidenskabelige teorier, som fx nationaløkonomi,  og politologi, m.fl.
Særlig udbredt er brugen af faktoranalyse til på et empirisk grundlag både induktivt og operationelt at definere og fastlægge videnskabelige begrebers gyldighed (begrebsvaliditet). Denne anvendelse giver endvidere plads for muligheden af efterfølgende at kunne bruge faktoranalysen til at bidrage til den videnskabelige teoridannelse med det ofte manglende 1.led inden for den af Francis Bacon (1561-1626) foreskrevne ideelle induktive-hypotetisk-deduktive metodologi i den videnskabelige erkendelsesproces. Anvendt på denne måde omtales faktoranalysen også ved metodebetegnelsen EFA ("Exploratory Factor Analysis").
Modsætningen hertil er den traditionelle videnskabelige praksis med alene opstilling af teoretiske definitioner som udgangspunkt for den i sammenligning hermed delvis amputerede, men i praksis overordentlig meget benyttede hypotetisk-deduktiv metode. Men også her ses faktoranalysen imidlertid at have vundet stigende udbredelse under metodebetegnelsen CFA (”Confirmatory Factor Analysis”). Brugen af CFA betyder blot, at man alene ønsker at anvende faktoranalysen til enten at verificere eller falsificere udfaldet af allerede afsluttede eller næsten afsluttede eksperimentelle undersøgelser el.lign. I disse tilfælde overspringes den sædvanlige indledende induktive fase i faktoranalysen med at indsamle alle de ganske mange, såvel mere som mindre sandsynlige variable, der evt. vil kunne tænkes på nogen måde at spille en rolle inden for genstandsfeltet for det pågældende forskningsprojekt, idet disse variable vil være givet på forhånd via teoretiske (hypotetiske) definitioner.
Som eksempel på rene kommercielle anvendelser af faktoranalysen kan bl.a. nævnes større marketing-undersøgelser af behovsstrukturen hos et bestemt kundeklientel i forbindelse med et påtænkt udbud af mere salgsbare varesortimenter med henblik på yderligere maksimering af profitten. En konkret faktoranalytisk undersøgelse til brug for de danske gratisaviser,  afslørede således 3 forskellige motivations-faktorer blandt gratisavisernes læserskare (ud fra i alt 35 variable målt på 1.900 respondenter). De tre motivations-faktorer kunne i prioriteret rækkefølge identificeres som hhv. Interesselæsning, Nyhedsopdatering og Adspredelse, hvilket avisredaktionerne efterfølgende tog til efterretning i deres fremtidige disponering af læsestoffet. Vægten af hver af de 35 variable/spørgsmål i undersøgelsen bestemmes i forskelligt omfang af de tre fundne motivations-faktorer, der fungerer som koordinater for placeringen af de enkelte variable i et (i dette tilfælde) tre-dimensionalt koordinatsystem. En given variabel, fx variabel nr. 28,  vil på hver af faktorerne kunne defineres ved sine faktorladninger på følgende måde: Faktor I (0,94), Faktor II (0,12) og Faktor III (0,61) – eller sagt på anden måde: læsernes svar på variabel/spørgsmål nr. 28 styres mest af behovet for Interesselæsning (0,94), men delvist også af behovet for Adspredelse (0,61), og praktisk taget slet ikke af behovet for Nyhedsopdatering (0,12).

## Grundbogslitteratur
- Paul Kline: "An Easy Guide to Factor Analysis", Routledge, 1993.
- Stanley A. Mulaik: "Foundations of Factor Analysis", Chapman & Hall, 2009.
- Timothy A. Brown: "Confirmatory Factor Analysis for Applied Research", Guilford Press, 2006.